# Maltesische EU-Ratspräsidentschaft 2017
Die Maltesische Ratspräsidentschaft bezeichnet den Vorsitz Maltas im Ministerrat der EU für die erste Jahreshälfte 2017. Damit endet die Trio-Ratspräsidentschaft der Niederlande, der Slowakei und von Malta. Es ist der erste Ratsvorsitz Maltas, seitdem das Land 2004 Mitglied der Europäischen Union wurde. Abgelöst von der Ratspräsidentschaft wurde das Land am 1. Juli 2017 durch Estland.

## Prioritäten der maltesischen EU-Ratspräsidentschaft
Die Priorität Maltas ist es, die Präsidentschaft dazu zu nutzen, die Europäische Union weiterzuentwickeln. Dabei sind die Schwerpunkte:
Migration
Umsetzen der bereits vereinbarten Maßnahmen sowie das Sicherstellen des Verbleibs dieses Themas ganz oben auf der politischen Tagesordnung. Konkret unterstützt der maltesische Vorsitz u. a. die Umwandlung des Europäischen Unterstützungsbüros für Asylfragen (EASO) in eine vollwertige EU-Agentur. Dadurch sollen die EU-Mitgliedstaaten bei der Bewältigung der Migrationsfragen beraten und unterstützt werden.
Binnenmarkt
als die größte Stärke der Union – Verstärkung digitaler Binnenmarkt und Energiemarkt, Entfernung von Handelsschranken, Kapitalmarktunion
Sicherheit
als Hauptaufgabe der EU wird unter anderem die effektive Diplomatie gesehen. Die terroristische Bedrohung stellt die Europäische Union während der maltesischen Präsidentschaft vor sicherheitspolitische Herausforderungen. Zur Verbesserung der Sicherheitslage verabschiedeten die Innen- und Justizminister der EU unter maltesischem Vorsitz im März 2017 eine Novellierung des Schengener Grenzkodex. Diese Neuerung sieht eine strengere Kontrolle bei der Einreise in den europäischen Schengenraum über die Land-, Luft- und Seegrenzen aus Nicht-Schengen-Staaten vor. Von diesen Änderungen ist die Reisefreiheit der EU-Bürgerinnen und EU-Bürger innerhalb des Schengraums nicht betroffen. Die Neuerungen weisen die Grenzbeamten an, Reisedokumente bei der Einreise in den Schengenraum systematisch mit Datenbanken der europäischen Sicherheits- und Visumsbehörden  (u. a. SIS, Interpol-Datenbank) abzugleichen. Der Vorsitzende des JI-Rates, der maltesische Innenminister Carmelo Abela, begründete die Novellierung folgendermaßen: „Durch die systematischen Kontrollen an den Außengrenzen erhalten wir die Möglichkeit, potenzielle Gefahren für die innere Sicherheit abzuwehren; darunter auch Gefahren, die durch radikale zurückkehrende Kämpfer ausgehen.“ Ebenfalls in der Märzsitzung der Justiz- und Innenminister erteilten die Minister der maltesischen Präsidentschaft das Mandat, aufbauend auf diesen verschärften Maßnahmen, in Verhandlungen mit dem EU-Parlament zur Errichtung des „Entry-Exit-System“ (EES) und des Europäischen Reiseinformations- und genehmigungssystems (European Travel Information and Authorisation System, ETIAS)  zu treten.
Soziale Eingliederung
als besonderer Schwerpunkt der maltesischen Regierung
Europas Nachbarn
Stabilisierung von Libyen, Wiederherstellung des Nahost-Friedensprozesses zwischen Israel und Palästina unterstützen Stärkung der demokratischen Umwandlung in Tunesien, Beitrag zu internationalen und EU-Maßnahmen bezüglich des Konflikts in Syrien,  Vertiefung des Verhältnisses zwischen der EU und der Arabischen Liga, Wiederherstellung der Beziehungen zum Golfkooperationsrat
Maritimes
Nachhaltigkeit und fortgeführte Entwicklung des Seefahrtsektors gemäß der integrierten Meerespolitik der EU, innovative Forschung und kommerzielle Aktivitäten, „Strategie Blaues Wachstum“, Internationale meerespolitische Governance, Initiative für das westliche Mittelmeerbecken einleiten im Zusammenhang mit der „Blue Economy“

## Informelles Treffen der Staats- und Regierungschefs zur Flüchtlingspolitik
Anfang Februar 2017 trafen sich die Regierungschefs der EU-Staaten zu einem Informal Summit in Malta, unter anderem, um das weitere Vorgehen in Bezug auf die Flüchtlinge zu regeln, die über das Mittelmeer in die Europäische Union einreisen wollen. Dabei wurde unter anderem festgestellt, dass die Anzahl der Flüchtlinge gegenüber den letzten vier Monaten des Jahres 2016 um 98 % zurückgegangen sei und dass man weiter an dem Abkommen mit der Türkei festhalten wolle. Insbesondere soll durch eine bessere Zusammenarbeit zwischen den Anrainerstaaten verhindert werden, dass wiederholt Katastrophen auftreten, bei dem Flüchtlinge in großer Anzahl im Mittelmeer ertrinken, weil ihre wenig seetüchtigen Boote sinken. Dazu soll auch die Polizei in Libyen unterstützt werden, die Flüchtlinge vom Antritt der Fahrt über das Mittelmeer abzuhalten.
Im März und im Juni sind weitere Treffen im Rahmen der Ratspräsidentschaft Maltas geplant, die die gefassten Beschlüsse vertiefen und erweitern sollen.

## Brexit
Im Oktober 2016 kündigte die britische Premierministerin Theresa May an, das Austrittsgesuch ihres Landes bis Ende März 2017 stellen zu wollen. Damit fielen die Brexit-Verhandlungen in die maltesische Ratspräsidentschaft. Malta und Großbritannien verbindet eine zweihundertjährige Kolonialgeschichte, die erst mit der Unabhängigkeit Maltas 1964 endete. In seiner Rede vor dem Europäischen Parlament im Januar 2017 unterstrich der maltesische Premierminister Joseph Muscat die engen, freundschaftlichen Beziehungen beider Länder (die unter anderem auch im Commonwealth of Nations gepflegt werden). Er bedauere den Austrittswunsch und stellte dem Vereinigten Königreich „einen fairen Deal“ in Aussicht, „der jedoch nicht besser als eine EU-Mitgliedschaft sein darf. Niemand sollte darüber erstaunt sein. Alles andere würde eine Loslösung von der Realität bedeuten“, so der Premierminister. Muscat verwies zudem darauf, dass die vier Grundfreiheiten der EU nicht zur Disposition stehen würden.

## Logo
Ende 2016 stellte Malta offiziell das Logo der EU-Ratspräsidentschaft vor. Das Logo der EU-Ratspräsidentschaft Maltas wurde, wie auch 2016 für die Slowakei, im Weg einer öffentlichen Ausschreibung gefunden. Als Grundlage für das finale Konzept für das Logo wurde ein Entwurf von Alexia Muscats ausgewählt. Dieser Entwurf hat als Basis das maltesische Kreuz. Die acht Spitzen des Logos stehen dabei für die acht Herkunftsländer der Ritter als auch die acht Tugenden des Ordens: Wahrheit, Glaube, Buße, Demut, Gerechtigkeit, Erbarmen, Ehrlichkeit und Beharrlichkeit. Diese acht Tugenden seien ein fester Teil des maltesischen Lebens. Das maltesische Kreuz ist zudem ein Wahrzeichen Maltas mit hohem Wiedererkennungswert. In der Folge wurde der Entwurf von Alexia Muscats weiterentwickelt und angepasst. Insbesondere wurden andere typische maltesische Produkte dargestellt, wie die maltesische Spitze, Feuerwerke und die traditionellen maltesischen Bodenfliesen.
Das Logo ist ein auf das Wesentliche reduziertes Malteserkreuz, zeigt in alle Richtungen und soll die zukunftsweisenden Perspektiven Maltas anzeigen. Es blickt nach vorn, aber auch zurück und vereint in der Mitte die verschiedenen Einflüsse und Ströme, wobei die vielfältigen Farben den Sonnenaufgang und Sonnenuntergang darstellen und damit den fortwährenden Prozess der Wiedergeburt sowie Erneuerung und Wiedervereinigung zum Ausdruck bringen sollen, Charakteristiken, von denen Europa geprägt sei.

## Partner
Partner der Ratspräsidentschaft waren Air Malta, GO, Malta Information Technology Agency, BMW, Muscat Motors, Malta Tourism Authority, Microsoft, Kinnie und HSBC.

## Weiteres
- Rat der Europäischen Union
- Vorsitz im Rat der Europäischen Union